# نادي المقاولون العرب موسم 2002–03
موسم 2002–2003 هو الموسم الـ 24 لفريق المقاولون العرب في الدوري المصري الممتاز والموسم الـ 10 على التوالي في الدوري الممتاز منذ عودته للدوري مرة أخرى في موسم 1993–1994. وشارك الفريق في الدوري المصري الممتاز ، ولكنه خرج من كأس مصر في الدور الثاني.

## الترتيب
| الترتيب | النادي         | ل  | ف | ت  | خ  | له | عليه | ±   | ن  |
| ------- | -------------- | -- | - | -- | -- | -- | ---- | --- | -- |
| 10      | الترسانة       | 26 | 8 | 6  | 12 | 32 | 43   | -11 | 30 |
| 11      | المنصورة       | 26 | 7 | 8  | 11 | 20 | 26   | -6  | 29 |
| 12      | المقاولون (هـ) | 26 | 5 | 13 | 8  | 23 | 25   | -2  | 28 |
| 13      | جولدي (هـ)     | 26 | 4 | 4  | 18 | 19 | -24  | 43  | 16 |
| 14      | أسوان (د.ص)    | 26 | 2 | 3  | 21 | 15 | 68   | -53 | 9  |

## كأس مصر

### الدور الأول
| الفريق الأول      | إجم. | الفريق الثاني   | مباراة الذهاب | مباراة الإياب |
| ----------------- | ---- | --------------- | ------------- | ------------- |
| المصرية للاتصالات | 0–1  | المقاولون العرب | 0–0           | 0–1           |

| 1 يناير 2003 | المصرية للاتصالات | 0–0 | المقاولون العرب |  |

| 8 يناير 2003 | المقاولون العرب | 1–0 | المصرية للاتصالات |  |
|              | 77'             |     |                   |  |

### الدور الثاني
| الفريق الأول    | إجم. | الفريق الثاني | مباراة الذهاب | مباراة الإياب |
| --------------- | ---- | ------------- | ------------- | ------------- |
| المقاولون العرب | 0–1  | إنبي          | 0–1           | 0–0           |

| 1 أبريل 2003 | المقاولون العرب | 0–1 | إنبي          | استاد المقاولون العرب |
|              |                 |     | أسامة حسن 83' |                       |

| 8 أبريل 2003 | إنبي | 0–0 | المقاولون العرب | استاد بتروسبورت |